# Boa Me
"Boa Me" é uma canção gravada pelo cantor britânico Fuse ODG com participação do músico inglês Ed Sheeran e o cantor ganês Mugeez. A canção foi disponibilizada para download digital no Reino Unido a 10 de Novembro de 2017 pela distribuidora fonográfica 3 Beat como o primeiro single do segundo álbum de estúdio de ODG, African Nation (2017). Nas estações de rádio britânicas de música contemporânea, foi reproduzida pela primeira vez a 15 de Dezembro do mesmo ano após ser enviada pela Polydor Records. Na canção, Sheeran canta em Twi, uma língua nativa do Gana. O vídeo musical foi publicado no YouTube a 16 de Novembro de 2017. "Boa Me" conseguiu alcançar o seu pico dentro das sessenta melhores posições da tabela musical de singles do Reino Unido. O rapper Big Shaq, pesudónimo do comediante Michael Dapaah, lançou o seu remix da canção em Março de 2018.

## Desempenho nas tabelas musicais
| País — Tabela musical (2017/18)                  | Posição de pico |
| ------------------------------------------------ | --------------- |
| Escócia — Singles Chart (OCC)                    | 92              |
| Nova Zelândia — Heatseekers Singles Chart (RMNZ) | 4               |
| Reino Unido — Singles Chart (OCC)                | 52              |